# VVA Spartaan
VVA Spartaan é um clube holandês de futebol de Amsterdam, na Holanda. Foi fundado em 22 de Setembro de 1901 e disputa a Topklasse, o terceiro nível do futebol holandês.